# سازمان حل اختلاف
سازمان حل اختلاف سازمانی فرضی است که خدماتی چون میانجیگری و داوری را از طریق بخش خصوصی ارائه می‌کند.

## نظریه

### قابلیت اجرایی احکام
موری راتبارد بر این عقیده است که تصمیمات دادگاه لازم نیست برای مؤثر بودن توسط دولت اجرا شود. حتی پیش از این سازمانهای حل اختلاف در محاکم دولتی قانونی تلقی شوند، تجار برای اجتناب از خطر طرد و بایکوت از آنان تبعیت می‌کردند. تاجری که زیر بار تبعیت از احکام نمی‌رفت وارد لیست سیاه می‌شد و از بهره‌مندی از خدمات میانجیگر در آینده محروم می‌شد.